# Iglevattnet (Grinneröds socken, Bohuslän)
Iglevattnet är en sjö i Uddevalla kommun i Bohuslän och ingår i Göta älvs huvudavrinningsområde. Sjön är 14,5 meter djup, har en yta på 0,025 kvadratkilometer och är belägen 146 meter över havet.